# Trentepohlia australasiae
Trentepohlia australasiae är en tvåvingeart som beskrevs av Frederick Askew Skuse 1890. Trentepohlia australasiae ingår i släktet Trentepohlia och familjen småharkrankar. Inga underarter finns listade i Catalogue of Life.